# Форвард, Уолтер
Уолтер Форвард (англ. Walter Forward; 24 января 1786 — 24 ноября 1852) — американский политик, юрист, 15-й министр финансов США.

## Биография
Уолтер Форвард родился в Ист-Грэнби (штат Коннектикут). В 1803 году он окончил юридический факультет университета Питтсбурга. В 1806 году Форвард, после принятия в коллегию адвокатов, открыл свою контору в Питтсбурге. В течение нескольких лет он являлся главным редактором демократического журнала «Дерево свободы».
8 октября 1822 года Уолтер Форвард был избран депутатом от Демократическо-республиканской партии в Палату представителей, где до 1823 года представлял интересы 14-го избирательного округа штата Пенсильвания, а впоследствии 16 избирательного округа.
В 1833 году Форвард был одним из основателей партии вигов, а в 1837 году представил новую партию в качестве члена Конституционного конвента штата Пенсильвания.
С 13 сентября 1841 по 1 марта 1843 года Уолтер Форвард занимал пост министра финансов США. После отставки Форвард возобновил юридическую практику в Питтсбурге. В 1850—1851 годах был послом США в Дании. В октябре 1851 года был назначен главой окружного суда округа Аллегейни (штат Пенсильвания).